# 陳組
陳組（?—?），贵州都勻人，清政治人物、進士出身。
乾隆十三年（1748年）戊辰科進士，三甲一百八十八名，后任黎平府教授。